# Keōpuolani
Keōpūolani (Wailuku, c.1778 - Lahaina, 16 de Setembro de 1823) foi uma rainha consorte do antigo Reino do Havaí. Foi a esposa principal de Kamehameha I e mãe dos reis Kamehameha II e Kamehameha III.

## Biografia

### Juventude
Keōpuolani nasceu por volta de 1778, próximo a Wailuku, na ilha de Maui. Em seu nascimento era conhecida como Kalanikauikaʻalaneo, que significa "Reunião das Nuvens do Céu". Seu pai era Kīwalaʻō, rei da ilha do Havaí. Ele por sua vez era filho do rei Kalaniʻōpuʻu da ilha do Havaí, que conheceu o capitão James Cook na baía de Kealakeku. Sua mãe era rainha Keku'iapoiwa Liliha, meia-irmã de Kamehameha I. Seu pai era Keōuakupuapāikalani. Kiwalaʻō e Kekuʻiapoiwa Liliha eram meio-irmãos de sua mãe, a Alta Chefe Kalola-Pupuka-Honokawahilani de Maui.
Em 1790, quando Keōpuolani tinha onze anos, Kamehameha atacou a ilha de Maui, na Batalha de Kepaniwai, enquanto seu tio-avô, o rei Kahekili II, estava na ilha Oahu. Quando as forças de Maui, sob o comando de Kalanikupule, perderam para Kamehameha, Kalola e suas duas filhas, muitas chefes Maui e Keōpuolani tentaram fugir para Oʻahu. Eles pararam em Moloka'i quando a doença se apoderou do idoso Kalola, e foram capturados. Kalola ofereceu sua neta como futura noiva e o reconhecimento de Kamehameha como governante de Maui em troca de paz. Outras chefes de Maui também se juntaram à corte de Kamehameha.

### Reinado
Ela foi mãe de três filhos de Kamehameha: Liholiho, nascido em 1797 (mais tarde Kamehameha II), Kauikeaouli, em 1814 (mais tarde Kamehameha III), e Nāhienaena, em 1815. Talvez até onze ou doze crianças nasceram, mas todas, exceto as três mencionadas, morreram jovens. Por causa da grande diferença de idade, Kamehameha considerou seus filhos nascidos de Keōpūolani como seus netos. Os filhos das sobrinhas e sobrinhos eram netos coletivamente entre as gerações mais velhas de verdadeiros avós e seus irmãos. Apenas seus filhos com Keōpūolani eram considerados tão sagrados que o Grande Guerreiro se deitaria de costas e permitiria que sentassem em seu peito como um sinal de seu status superior. Os filhos foram levados para serem criados por outras pessoas, mas ela quebraria a tradição havaiana de hānai e manteria sua filha Nāhienaena ao seu lado.

### Cristianismo
Keōpūolani desempenhou um papel fundamental no ʻAi Noa (Derrubada do sistema kapu havaiano). Ela colaborou com a Rainha Kaʻahumanu e Kahuna-nui Hewahewa, compartilhando uma refeição de alimentos proibidos. Na época, os homens eram proibidos de comer com mulheres de acordo com os kapu. Como não foram punidos pelos deuses, o kapu foi abolido. O fim do kapu veio em um momento instrumental para os missionários que vieram em 1820. Ela foi uma das primeiras ali'i a se converter ao cristianismo, adotou roupas ocidentais e aprendeu a ler e escrever.
Em março de 1823, Hoapili, agora governador real de Maui, pediu livros para Keōpūolani prosseguir seus estudos. Para um capelão doméstico, eles usavam Pu-aʻa-i-ki, também conhecido como "Bartimeu Cego", que era conhecido como "uma luz espiritual". Nessa época, Keōpūolani fez a declaração pública de que o costume de tomar vários cônjuges pela realeza estaria terminando, para ser consistente com a prática cristã. Hoapili se tornou seu único marido.

### Morte
Keōpūolani queria receber o batismo cristão. Os missionários em Lahaina, Charles Stewart e William Richards, concordaram que seria apropriado. No entanto, eles queriam um porta-voz fluente na língua havaiana para que as implicações da cerimônia pública fossem claramente entendidas.
O missionário inglês William Ellis chegou nessa época, e a moribunda foi reconhecida como membro da igreja. O rei e todos os líderes reunidos ouviram a declaração de Ellis sobre os motivos pelos quais o batismo foi administrado à rainha; e quando viram que água foi aspergida sobre ela em nome de Deus, disseram: "Certamente ela não é mais nossa. Ela se entregou a Jesus Cristo. Cremos que ela é dele e iremos morar com ele." Ela queria que sua filha Nāhiʻenaʻena fosse criada como cristã. Keōpūolani adotou seu nome de batismo da esposa de Charles Stewart, Harriet Stewart, e sua filha adotaria o mesmo nome. Uma hora depois, no início da noite de 16 de setembro de 1823, ela morreu.
No dia seguinte, os navios do porto dispararam suas armas em saudação, e um grande funeral público foi realizado em 18 de setembro. Ela foi enterrada em uma nova tumba em Hale Kamani, Lahaina. Em 1837, o rei Kamehameha III transferiu seu corpo para a ilha sagrada de Moku'ula, também em Lahaina. Mais tarde, seus restos mortais foram enterrados novamente no cemitério cristão da Igreja de Waiola, junto com sua filha e muitos outros da família real. O Parque Keōpūolani, em Wailuku, e o dormitório Keōpūolani no Campus Kapalama das Escolas Kamehameha, um sistema de ensino particular no Havaí, foram nomeados em sua homenagem.